# Pescaia di San Niccolò
La pescaia di San Niccolò si trova sull'Arno a Firenze, tra il ponte di San Niccolò e il ponte alle Grazie. 

## Storia e descrizione
La pescaia fu costruita con varie funzioni. Innanzitutto garantiva l'inaccessibilità del fiume a imbarcazioni nemiche provenienti da monte (mentre a valle serviva a tale scopo la pescaia di Santa Rosa), continuando idealmente le mura tra la torre della Zecca Vecchia e la torre di San Niccolò. Aveva al suo interno inoltre un passaggio nascosto che, sebbene oggi allagato e impraticabile, collegava in maniera "segreta" le due sponde. Inoltre la pescaia regolava il livello delle acque, garantendo ai numerosi mulini della zona, ai tiratoi, agli opifici dei conciatori e dei tintori e ai macchinari della Zecca un approvvigionamento idrico sufficiente e costante nel tempo. 
Ancora oggi assolve a compiti quali il controllo delle acque e la loro ossigenazione per la fauna fluviale.